# Luigi Gazzoli
 Luigi Gazzoli (né le 4 mai 1735 à Terni, dans l'actuelle province de Terni, en Ombrie, alors dans les États pontificaux et mort le 23 juin 1809 à Rome) est un cardinal italien du XIXe siècle. Il est l'oncle du cardinal Ludovico Gazzoli.

## Biographie
Luigi Gazzoli exerce diverses fonctions au sein de la Curie romaine, notamment comme auditeur général de la Chambre apostolique.
Le pape Pie VII le crée cardinal in pectore lors du consistoire du 16 mai 1803. Sa création est publiée le 11 juillet 1803.

### Source
- Fiche du cardinal Luigi Gazzoli sur le site fiu.edu